# El-P
El-P, alias El-Producto, de son vrai nom Jaime Meline, né le 4 mars 1975 à New York, est un compositeur, rappeur et producteur américain, membre du groupe Run the Jewels. À l'origine membre de Company Flow, El-P est l'un des pionniers du hip-hop alternatif pour plus de deux décennies, produisant aux côtés de plusieurs rappeurs de la scène underground.

## Biographie
Meline est le fils du pianiste Harry Keyes (né Harry Meline) et est de descendance irlandaise et lituanienne. Membre de Company Flow au label Rawkus Records, Meline affine ses talents de production en compagnie de Mr. Len et Bigg Jus. Son style unique permet à Company Flow une reconnaissance critique, puis un succès populaire, qui culmine en 1997 avec Funcrusher Plus. Les différences importantes entre le groupe et Rawkus amènent EL-P et Len à quitter Rawkus en 2000. El-P décide ensuite de créer son propre label, Definitive Jux. Sur les nombreux albums qu'il a aidé à produire, la plupart sur Definive Jux, le plus influent et ayant remporté le plus de succès est le seul album studio de Cannibal Ox, The Cold Vein (2001).
EL-P a aussi contribué dans des productions et en tant que rappeur sur des albums de DJ Krush, DJ Vadim, Aesop Rock, Murs, Cage, Mr. Lif, Prefuse 73, Del tha Funkee Homosapien, Mike Ladd, The High and Mighty, Aceyalone, et Alec Empire sur le premier album Handsome Boy Modeling School et avec Cage et Chino Moreno sur le second. Le membre de Cannibal Ox, Vordul Mega peut être entendu sur la réponse cinglante d'EL-P Linda Tripp au Dear Elpee de Sole. EL-P a également travaillé sur l'album solo de Zack de la Rocha chanteur de Rage Against the Machine et a aussi fourni la bande sonore du film sur le graffiti, Bomb the System[réf. nécessaire].
En 2012, El-P annonce travailler sur un troisième album, intitulé Cancer for Cure. En août 2011, El-P signe avec Fat Possum Records, et y publie Cancer 4 Cure.

## Style
En tant que rappeur, le style d'EL-P peut être caractérisé par un phrasé dense, abondant et agressif, qui inclut des métaphores, des références et thèmes de fantasy et science-fiction, et le jeu d'association de mots, d'une grande puissance surréaliste. Indépendamment de cette sophistication, il n'évite pas les sujets traditionnels du hip-hop, une description qui peut également aller à plusieurs de ses collègues. Son impact en tant que producteur doit à son mélange de futurisme froid et à un son lo-fi, qui sonne authentique avec des craquements de vinyls par exemple. Sa musique est influencée par l'équipe de production du groupe Public Enemy, The Bomb Squad. EL-P est un grand admirateur de l'écrivain Philip K. Dick, et plusieurs des thèmes de K. Dick, tels que la paranoïa, ou la nature de la réalité apparaissent dans son travail[réf. nécessaire].
EL-P a travaillé avec le pianiste de free jazz Matthew Shipp, qui aime beaucoup la musique d'EL-P. Dans une interview avec Shipp, Meline explique : « Tout d'abord, j'ai voulu le faire parce que ça me flippait complètement… Et quand j'ai la chance d'être impliqué dans quelque chose qui m'effraie, je le fais, parce que j'essaye d'apprendre, j'essaye de comprendre la musique autant que possible, pour devenir un meilleur musicien et travailler d'autres compétences[réf. nécessaire]. »
EL-P effectué certains travaux en tant que disc jockey. En novembre 2004, il tourne avec Peanut Butter Wolf, propriétaire du Stones Throw Records, un petit club nommé Sonotheque à Chicago. En outre, à l'été 2005, au Intonation Festival, organisé par Pitchfork, EL-P fait un court set de DJ avec James McNew membre de Yo La Tengo, car tous les deux habitaient le même complexe d'appartements à Brooklyn. EL-P n'est pas considéré comme un « turntablist », un « simple » DJ qui enchaîne juste des musiques, malgré sa large connaissance de la musique et sa personnalité qui rend ses sets agréables[réf. nécessaire].

## Discographie

### Albums studio
- 2001 : El-P Presents Cannibal Oxtrumentals
- 2002 : Fantastic Damage
- 2002 : Fandam Plus: Instrumentals, Remixes, Lyrics & Video
- 2004 : High Water
- 2004 : Collecting the Kid
- 2007 : I'll Sleep When You're Dead
- 2012 : Cancer 4 Cure

### Bandes originales
- 2020 : Capone de Josh Trank

### Mixtapes
- 2003 : Weareallgoingtoburninhell  (Def Jux ; version limitée très rare seulement vendue lors des concerts, il est dit qu'il est enregistré par le natif de New York peu après le 11 septembre[réf. nécessaire]).

### Singles
- 2001 : Stepfather Factory (Def Jux)
- 2002 : Urban Renewal:  Dead Light/Train Buffer (Chocolate Industries)
- 2003 : El-P Presents: Sunrise Over Bklyn (Thirsty Ear ; édition limitée en vinyle de l'enregistrement jazz The Blue Series Continuum avec Matthew Shipp (piano), Roy Campbell (trompette), et William Parker (basse)
- 2012 : The Full Retard